# Olof Hallin (disponent)
Olof Peter Hallin i riksdagen kallad Hallin i Rydboholm, född 8 september 1827 i Ullasjö, Älvsborgs län, död 12 december 1879 på Rydboholm i Kinnarumma, var en svensk disponent och riksdagspolitiker. Han var gift med Anna Erikson som var syster till disponenten Johannes Erikson. Han var far till Hjalmar Hallin.
Olof Hallin var 1866–1872 disponent vid Rydboholms aktiebolag. Han var inom politiken kommunalfullmäktigeledamot i Kinnarumma, landstingsledamot i Älvsborgs län och ledamot i riksdagens andra kammare 1870–1872, invald i Marks härads valkrets.